# Голікова Тетяна Олексіївна
 Тетяна Олексіївна Го́лікова (Голикова, рос. Татьяна Алексеевна Голикова; нар. 9 лютого 1966 року, Митищі, Московська область, РРФСР, СРСР) — російський політик. Заступник голови Уряду Російської Федерації з питань соціальної політики з 18 травня 2018 року. Голова штабу з протидії коронавірусу в Російської Федерації з 29 січня 2020 року.
Голова Рахункової палати Російської Федерації (2013—2018). Помічник президента РФ з питань соціально-економічного співробітництва з країнами СНД, Абхазією і Південною Осетією (2012—2013). Міністр охорони здоров'я і соціального розвитку РФ (2007—2012), перший заступник Міністра фінансів РФ (2002—2004).
Заслужений економіст Російської Федерації (2004). Доктор економічних наук (2008), професор (2017). Кавалер ордена «За заслуги перед Вітчизною» II, III і IV ступеня (2008, 2012, 2016). Дійсний державний радник Російської Федерації 1 класу (2003).

## Життєпис
Тетяна Голікова народилася 9 лютого 1966 року в Митищах у родині Олексія Геннадійовича та Любові Михайлівни Голикових. Батько Голікової працював на заводі, мати — товарознавцем.
Середню школу закінчила в селищі Лісової Містечко Одінцовського району. У роки навчання була комсоргом школи.

### Освіта
У 1987 році закінчила загальноекономічний факультет Московського інституту народного господарства ім. Плеханова за спеціальністю «Економіка праці», кваліфікація «Економіст».
У 2005 році Тетяна Голікова захистила кандидатську дисертацію на тему «Формування організаційно-економічного механізму управління економікою Російської Федерації на основі ефективного регулювання міжбюджетних відносин», підготовлену на базі Санкт-Петербурзького державного інженерно-економічного університету під науковим керівництвом, професора Михайлушкина А. В.
У 2008 році захистила дисертацію на здобуття наукового ступеня доктора економічних наук (тема: «Теорія і методологія управління міжбюджетними відносинами в Російській Федерації»), знову підготовлену в докторантурі того ж Санкт-Петербурзького державного інженерно-економічного університету.

### В Міністерстві фінансів РФ
У 1990 році перейшла на роботу в Міністерство фінансів РРФСР. Пройшла в ньому кар'єрний шлях від простого співробітника міністерства до першого заступника міністра:
- 1990—1992 — економіст 1-ї категорії, провідний економіст зведеного відділу державного бюджету.
- 1992—1995 — провідний економіст, головний економіст, начальник відділу бюджетної політики та аналізу Бюджетного департаменту Мінфіну Росії.
- 1995—1996 — заступник керівника Бюджетного департаменту Мінфіну Росії — начальник зведеного відділу консолідованого бюджету Бюджетного департаменту Мінфіну Росії.

1996—1998 — заступник керівника Бюджетного департаменту Мінфіну Росії.
- 1998 — керівник Бюджетного департаменту Мінфіну Росії, член колегії Мінфіну Росії.
- 1998—1999 — керівник Департаменту бюджетної політики Мінфіну Росії.
- 1999—2002 — заступник міністра фінансів Росії.
- 2002—2004 — перший заступник міністра фінансів Росії.
- 2004—2007 — заступник міністра фінансів Росії (була перекладена на цю посаду в результаті проведеної |адміністративної реформи, що передбачала зменшення числа перших заступників федеральних міністрів.

Основним завданням Голікової під час роботи в Мінфіні Росії було складання проекту федерального бюджету.

### Міністр охорони здоров'я і соціального розвитку РФ
24 вересня 2007 року Голікова була призначена Міністром охорони здоров'я і соціального розвитку РФ в уряді Віктора Зубкова, зайнявши цю посаду після відправленого у відставку Михайла Зурабова. Пропозицію про нове призначення Голікова отримала особисто від Володимира Путіна.
У травні 2008 року указом новообраного і вступив на посаду Президента Росії Дмитра Медведєва повторно призначена на посаду Міністра охорони здоров'я і соціального розвитку РФ в уряді Володимира Путіна.
З 2009 року одночасно була головою правління Федерального фонду обов'язкового медичного страхування за посадою. У січні 2010 року увійшла до складу Урядової комісії з економічного розвитку і інтеграції.
За час роботи Тетяни Голікової в Мінздоровсоцрозвитку Росії була проведена пенсійна реформа, результатом якої стало об'єднання базової і страхової частин пенсії, заміна єдиного соціального податку страхових внесків, збільшення розміру внесків з 26 до 34 %, запуск програми співфінансування пенсій. Нове регулювання отримав обіг лікарських засобів: був прийнятий закон, який запровадив нову систему регулювання цін на ліки, встановив нові вимоги до фармацевтичної промисловості. Також під керівництвом Голікової був запущений ряд програм, у тому числі щодо створення національної служби крові, профілактики тяжких захворювань (онкологічна, серцево-судинна, щодо підтримки репродуктивного здоров'я), по створенню травмоцентров уздовж основних трас. Ряд ініціатив Голікової, наприклад, реформа пенсійної системи та заміна єдиного соціального податку назад на страхові внески, викликали різку реакцію Мінекономрозвитку та Мінфіну. Однак Голікової вдавалося відстояти свою позицію, що пояснювалося, в тому числі, її високим авторитетом і довірою з боку Володимира Путіна.
Під керівництвом Голікової був реалізований національний проект «Здоров'я» — програма по підвищенню якості медичної помощи. У 2010 році Тетяна Голікова представила в Держдумі проект державної програми «Доступна середовище» з метою забезпечення доступу інвалідів та інших маломобільних груп населення до об'єктів та підвищення рівня їх життя. Це стало першим кроком на шляху до реалізації в Росії Конвенції ООН про права інвалідів.

### Помічник Президента Росії
21 травня 2012 року після складання повноважень Уряду РФ перед новообраним і набрав посаду президентом Володимиром Путіним його указом була призначена на посаду помічника Президента Російської Федерації. Раніше очолюване нею Міністерство охорони здоров'я і соціального розвитку Російської Федерації було реорганізовано шляхом поділу на два самостійних відомства: Міністерство праці та соціального захисту РФ і Міністерство охорони здоров'я РФ, керівниками яких були призначені колишні заступники Голікової — Максим Топілін і Вероніка Скворцова.
В Адміністрації Президента РФ глава держави доручив Голікової вести питання соціально-економічного розвитку Абхазії і Південної Осетії
У липні 2013 року Голікова була включена в список потенційних кандидатів на посаду Голови Рахункової палати Російської Федерації. У вересні 2013 року Володимир Путін з трьох кандидатів на цей пост вибрав Голікову і вніс її кандидатуру на розгляд Державної Думи.

### Голова Рахункової палати Російської Федерації
20 вересня 2013 року Державна Дума підтримала кандидатуру Тетяни Голікової «за» — 415, «проти» — 5, призначивши її Головою Рахункової палати Російської Федерації.. В цей же день указом Президента Російської Федерації було звільнення її від посади помічника Президента Російської Федерації у зв'язку з переходом на іншу посаду.
За період роботи Голікової Рахунковою палатою було проведено 1 480 контрольних і експертно-аналітичних заходів, якими було охоплено 11 709 об'єктів. Загальна сума виявлених порушень і недоліків, допущених під час надходження і використання коштів бюджетної системи, склала 3,9 трильйона рублів (виявлено 18 481 порушення). За матеріалами перевірок Рахункової палати було порушено 1209 справ про адміністративні правопорушення і 128 кримінальних дел.
17 травня 2018 року президент РФ Володимир Путін вніс у Державну думу подання про дострокове звільнення Тетяни Голікової з посади голови Рахункової Палати. Раніше Голікова прем'єр-міністром РФ була висунута на посаду віце-прем'єра з питань освіти, охорони здоров'я та соціальної політики.

### Віце-прем'єр
18 травня 2018 року Президент Російської Федерації затвердив склад нового уряду на чолі з Дмитром Медведєвим, в якому Тетяна Голікова отримала посаду заступника Голови Уряду Російської Федерації. У сферу її відповідальності увійшла соціальна політика.

### Звання, класні чини
- Дійсний державний радник Російської Федерації 1 класу (2003).